# Mihályfa
Mihályfa is een plaats (község) en gemeente in het Hongaarse comitaat Zala. Mihályfa telt 415 inwoners (2001).